# Mehyan
Mehyan (arménien : Մեհեան, littéralement « Temple païen ») est une revue littéraire en langue arménienne fondée en janvier 1914 à Constantinople (Empire ottoman) et publiée jusqu'en juillet de la même année.